# Pártai Lucia
Pártai Lucia (Budapest, 1961. január 4. –) magyar meteorológus.

## Élete
Egyetemi tanulmányait az ELTE Természettudományi Kar (ELTE TTK) meteorológus szakán végezte, majd később ugyanitt programozó matematikus végzettséget is szerzett.
1984–1985 között meteorológiai műhold-információk vizsgálatával foglalkozott, különös tekintettel az optimális interpoláció módszerére. 1985-ben a légköri szennyeződések terjedését vizsgálta. 1986–1988 között légköri prognosztikai modelleket kutatott. 1988–1994 között részt vett az első meteorológiai számítógépes szakértői rendszer létrehozásában. 1994-től a Nemzeti Információs Infrastruktúra-fejlesztési Program kommunikációs projektvezetője. 1999-ben az első hazai internetes élő meteorológiai televíziós műsorsorozat alkotója volt. 1989–1999 között az MTV reggeli műsoraiban, 1999-től pedig az MTV Napkelte című műsorában meteorológiai szakértő, előadó. 1991-től a Rádió11, 1994-től a Calypso Rádió műsorvezető-szerkesztője, az MTV „Kalendárium” tudományos ismeretterjesztő magazin műsorvezetője. 1992 óta az EWS (European Weather Service), az Eumet.hu ügyvezető igazgatója. Az eumet eredményes előrejelzéseket szolgáltatott igazgatásának idején a magyar Himalája expedícióknak és a japán, olasz, indiai, amerikai expedícióknak. Az EWS továbbá kiszolgálja többek között a Balaton-átúszást, a Kékszalag vitorlásversenyeket, a Madagaszkári Benyovszky Móric expedíciót, hazai és nemzetközi útvonal-előrejelzéseket, speciális rendezvények helyszíneit.
A 2019-es magyarországi önkormányzati választáson független jelöltként indult Szarvas polgármesteri posztjáért, de nem szerzett mandátumot.

## Egyéb kiegészítések
- Pilis - A Település - Akikre büszkék lehetünk. [2010. május 23-i dátummal az eredetiből archiválva]. (Hozzáférés: 2010. március 12.)
- Az EWS. European Weather Service Magyarország. (Hozzáférés: 2010. március 12.)